# Molophilus (Molophilus) shannoninus
Molophilus (Molophilus) shannoninus is een tweevleugelige uit de familie steltmuggen (Limoniidae). De soort komt voor in het Neotropisch gebied.